# Marie-Antoinette (comédie musicale)
Pour les articles homonymes, voir Marie-Antoinette.
Marie-Antoinette est une comédie musicale de Sylvester Levay et Michael Kunze. Il s'agit d'une œuvre romancée sur la vie de Marie-Antoinette d'Autriche, laquelle est mise en parallèle avec une jeune fille du peuple, Marguerite Arnault.

## Résumé
Au XVIIIe siècle, sous le règne du roi Louis XVI, Versailles scintille de tous ses feux. Au cœur des dorures et des raffinements, les courtisans mènent une vie oisive, guidée par la flamboyante Marie-Antoinette. Dehors, soumis à la misère, les français crient famine.
Lors d'un magnifique bal organisé au Palais-Royal, Marie-Antoinette, d'une beauté irrésistible, fait chavirer les invités. Une fois encore, la reine attise l'admiration de ses pairs. Profitant de la mascarade, elle retrouve brièvement son amant, le comte de Fersen.
En parallèle, la bouquetière Marguerite, une forte tête issue du Tiers état, prend à partie la noblesse en leur exposant les souffrances du peuple. Pour seule réponse, la jeune fille est ridiculisée. Cet échec exacerbe la haine de Marguerite, révulsée par l'arrogance et l'égoïsme de la cour. Elle décide de se battre pour un monde libre, sans pauvreté ni peur. Dans les rues, la Révolution gronde.

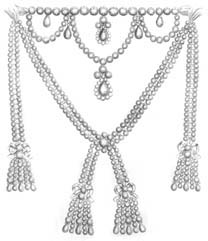
L'affaire du collier de la reine est l'un des faits historiques majeurs évoqués par la comédie musicale.

Marie-Antoinette, entourée par son coiffeur Léonard et sa couturière Rose Bertin, se consacre aux différents styles et révolutionne la mode. La reine aime l'élégance, l'extravagance, la beauté et le luxe. Cependant, lorsque le joaillier Bœhmer lui propose un superbe collier serti d'innombrables diamants, la souveraine n'a d'autre choix que de refuser : les caisses de l'état accusent de sérieux déficits.
Dans un même temps, le duc d'Orléans et le révolutionnaire Jacques Hébert conspirent pour renverser le couple royal. Lorsqu'il comprend que Marie-Antoinette aimait sincèrement la création de Bœhmer, le duc d'Orléans lance la fameuse « affaire du collier ». Se rangeant de leurs côtés, Marguerite fait courir la rumeur dans la capitale : la reine aurait acheté un collier hors de prix alors que le peuple meurt de faim.
Les ragots enflent et intensifient la colère des français. Leur haine contre la famille royale atteint son apogée. A Versailles toutefois, ni Marie-Antoinette, ni son époux ne s'en inquiètent. Entre les monarques et le peuple, la rupture est consommée.
Finalement, la Révolution éclate. La famille royale est captive au Palais des Tuileries. Marguerite s'occupe des effets personnels de la reine et est chargée de sa surveillance. Si leurs relations sont d'abord hostiles, les deux femmes se découvrent l'une l'autre. A défaut de s'apprécier, Marie-Antoinette et Marguerite finissent par se respecter.
Fersen met au point un plan d'évasion pour sauver sa bien-aimée, le monarque et leurs enfants mais échoue. La famille royale est désormais emprisonnée à Paris. Peu de temps après, Marie-Antoinette cumule les pertes : Louis XVI est guillotiné et sa fidèle amie, la duchesse de Lamballe, est attaquée par la foule et cruellement assassinée.
La reine subit alors un simulacre de procès et est condamnée à mort. Jusqu'alors animée par la haine, Marguerite prend conscience de la grandeur de la souveraine. Dépossédée de tout, son mari, ses enfants et ses amis, Marie-Antoinette se révèle enfin dans toute sa force et son abnégation. Marguerite se demande alors si toute cette horreur était nécessaire pour changer le monde.

## Genèse
Après avoir créé Elisabeth et Mozart!, le compositeur Sylvester Levay et le parolier Michael Kunze décident de se pencher sur une autre figure majeure de l'Histoire : celle de la dernière reine de France, Marie-Antoinette. D'emblée, le spectacle est destiné au territoire nippon, les productions Kunze-Levay remportant un fort succès en Asie. Le livret de Kunze est rédigé en anglais avant d'être traduit et adapté en japonais par Machiko Ryū, Tsuyoshi Urayama et Sakomitsu. La mise en scène est signée Tamiya Kuriyama.
La première se tient le 1er novembre 2006 à Tokyo, au Théâtre Impérial. Après avoir été jouée à Tokyo, la comédie musicale se monte à Fukuoka et Osaka. Elle regagne la capitale pour une nouvelle de série de représentations d'avril à mai 2007.

## Succès international
Il s'agit de la première comédie musicale produite par la Toho à être jouée en Europe. Le spectacle s'exporte en Allemagne (2009), en Corée du Sud (2014) puis en Hongrie (2016).
La première allemande a eu lieu le 30 janvier 2009 au Metropol Theater de Brême ; Kuriyama est de retour à la mise en scène. Dans un entretien réalisé sur son site Web, Kunze déclare que plusieurs producteurs germanophones et anglophones ont voulu imposer leur choix concernant le metteur en scène du spectacle, ce que l'auteur a refusé : il a insisté pour que Kuriyama soit rattaché au projet, louant son travail et la distribution originale. Il considère cette production de Marie-Antoinette comme son projet le plus abouti[réf. nécessaire].

## Productions nippones

### Version 2006 - 2007

#### Distribution
| /                  | Novembre - décembre 2006      | Janvier 2007                  | Février - mars 2007           | Avril - mai 2007              |
| ------------------ | ----------------------------- | ----------------------------- | ----------------------------- | ----------------------------- |
| Personnage         | Théâtre impérial              | Hakata-za                     | Umeda Arts Theater            | Théâtre impérial              |
| Marie-Antoinette   | Suzukaze Mayo                 | Suzukaze Mayo                 | Suzukaze Mayo                 | Suzukaze Mayo                 |
| Marguerite Arnault | Seiko Niizuma / Rena Sasamoto | Seiko Niizuma / Rena Sasamoto | Seiko Niizuma / Rena Sasamoto | Seiko Niizuma / Rena Sasamoto |
| Agnès Duchamp      | Yuko Doi                      | Yuko Doi                      | Yuko Doi                      | Yuko Doi                      |
| Axel de Fersen     | Yoshio Inoue                  | Yoshio Inoue                  | Yoshio Inoue                  | Kon Takuya                    |
| Louis XVI          | Zen Ishikawa                  | Zen Ishikawa                  | Zen Ishikawa                  | Zen Ishikawa                  |
| Beaumarchais       | Kazuhiro Yamaji               | Kazuhiro Yamaji               | Kazuhiro Yamaji               | Kazuhiro Yamaji               |
| Duc d'Orléans      | Masahiro Takashima            | Masahiro Takashima            | Masahiro Takashima            | Souma Suzuki                  |
| Cagliostro         | Yūichirō Yamaguchi            | Yūichirō Yamaguchi            | Yūichirō Yamaguchi            | Yūichirō Yamaguchi            |

#### Numéros musicaux
| - Ouverture - 1779年 - Acte 1 - もう無くすものもない - なぜ - もう無くすものもない（リプライズ） - ご覧 王妃を - なぜケーキを食べない - 100万のキャンドル - 流れ星のかなた （マルグリット&アニエス） - 完璧な王妃 - 不器用な王 - 幻の黄金を求めて - 心の声 - ラパン夫人バージョン - お望み叶えて - もしも - ギロチン - オーストリア女 - 心の声（A Voice In My Heart） - マルグリットバージョン - 神は愛して下さる - すべてはあなたに - そして諍い - 私こそがふさわしい - 七つの悪徳 - なんというセレモニー | - Acte 2 - 正義の鐘よ - 三部会のパレード - DAN・DA・DA・DAN - 三部会のパレード（リプライズ） - 流れ星のかなた （マリーアントワネット） - 運命の年 - 金が決めて - 愛したことだけが - 何かが間違っている - PARIS CUT パリ情報 - 恐怖政治 - ヴァレンヌへの逃亡 - もしも鍛冶屋なら - 流れ星のかなた （マリーアントワネット&マルグリット） - ランバル夫人の死 - 我らは兄弟 - あなたはなぜ王妃なのか - みんな狂っている - すべてはあなたに（リプライズ） - 王子を引き離せ - その首をはねろ - その時がきた - 自由の為に血を流せ! - 自由 |

#### Média associé
- 2006 : CD Marie-Antoinette, enregistrement live réalisé au Théâtre Impérial.

### Version 2018 - en cours

#### Distribution
| /                    | Septembre 2018                | Octobre - novembre 2018       | Décembre 2018                 | Janvier 2019                  | Janvier - février 2021           | Mars 2021                        |
| -------------------- | ----------------------------- | ----------------------------- | ----------------------------- | ----------------------------- | -------------------------------- | -------------------------------- |
| Personnage           | Hakata-za                     | Théâtre impérial              | Misono-za                     | Umeda Arts Theater            | TOKYU THEATRE Orb                | Umeda Arts Theater               |
| Marie-Antoinette     | Mari Hanafusa / Rena Sasamoto | Mari Hanafusa / Rena Sasamoto | Mari Hanafusa / Rena Sasamoto | Mari Hanafusa / Rena Sasamoto | Mari Hanafusa / Rena Sasamoto    | Mari Hanafusa / Rena Sasamoto    |
| Marguerite Arnault   | Natsumi Kon / Sonim           | Natsumi Kon / Sonim           | Natsumi Kon / Sonim           | Natsumi Kon / Sonim           | Natsumi Kon / Sonim              | Natsumi Kon / Sonim              |
| Axel de Fersen       | Mario Tashiro / Yūta Furukawa | Mario Tashiro / Yūta Furukawa | Mario Tashiro / Yūta Furukawa | Mario Tashiro / Yūta Furukawa | Mario Tashiro / Shoma Kai        | Mario Tashiro / Shoma Kai        |
| Louis XVI            | Yuichi Harada / Takanori Sato | Yuichi Harada / Takanori Sato | Yuichi Harada / Takanori Sato | Yuichi Harada / Takanori Sato | Yuichi Harada                    | Yuichi Harada                    |
| Duc d'Orléans        | Mitsuo Yoshihara              | Mitsuo Yoshihara              | Mitsuo Yoshihara              | Mitsuo Yoshihara              | Ryunosuke Onoda / Rio Uehara     | Ryunosuke Onoda / Rio Uehara     |
| Léonard              | Hajime Komada                 | Hajime Komada                 | Hajime Komada                 | Hajime Komada                 | Hajime Komada                    | Hajime Komada                    |
| Rose Bertin          | Mao Saibuki                   | Mao Saibuki                   | Mao Saibuki                   | Mao Saibuki                   | Mao Saibuki                      | Mao Saibuki                      |
| Jacques Hébert       | Kenji Sakamoto                | Kenji Sakamoto                | Kenji Sakamoto                | Kenji Sakamoto                | Tatsuya Kawaguchi / Ryuji Ueyama | Tatsuya Kawaguchi / Ryuji Ueyama |
| Duchesse de Lamballe | Kanami Ayano                  | Kanami Ayano                  | Kanami Ayano                  | Kanami Ayano                  | Kanami Ayano                     | Kanami Ayano                     |

#### Numéros musicaux
| - Ouverture - プロローグ - マリーアントワネット - Acte 1 - なんという王妃～ケーキをお食べ - あなたに続く道 - なんという王妃 - 100万のキャンドル - 王妃は最先端 - 輝ける王妃 - もしも鍛冶屋なら～首飾り - 今夜から - オーストリア女 - なぜ違うの なぜ - 明日は幸せ - オーストリア女（リプライズ） - 私こそがふさわしい - 遠い稲妻 - 孤独のドレス - 見た目が一番 - もしも - 首飾り（庭園で） - 聖母マリア被昇天の日 - 蛇を殺して - 首飾りの行方 - 声を上げろ - もう許さない - 私たちは泣かない - 運命の歯車 | - Acte 2 - 世間を支配しろ - あなたを愛したことだけが - ベルサイユ宮殿への行進 - 神は愛してくださる - 暴徒の行進 - 流れに乗ろう - 恐怖政治 - 憎しみの瞳 - あなたに続く道（リプライズ） - なぜ彼女は - 国王の逃亡 - もしも鍛冶屋なら（リプライズ） - 明日は幸せ（リプライズ） - ランバル - 暴徒の行進 - 本当の君は - 明日は幸せ（リプライズ2） - 私たちは泣かない（リプライズ） - 息子を引き離せ - 裁判 - その首をはねろ - マリーアントワネット（リプライズ） - どうすれば世界は |

#### Média associé
- 2019 : DVDs Marie-Antoinette - captation réalisée en 2018, portée par deux distributions différentes : M Version (avec Mari Hanafusa, Natsumi Kon, Mario Tashiro, Yuichi Harada) et A Version (avec Rena Sasamoto, Sonim, Yūta Furukawa, Takanori Sato)[5].

## Production allemande

### Distributions
| /                               | Metropol Theater de Brême (2009)   | Théâtre en plein air de Tecklenbourg (2012) |
| ------------------------------- | ---------------------------------- | ------------------------------------------- |
| Personnage                      | Interprète(s)                      | Interprète(s)                               |
| Marie-Antoinette                | Roberta Valentini / Maricel        | Anna Thoren                                 |
| Margrid Arnault                 | Sabrina Weckerlin / Marion Furtner | Sabrina Weckerlin / Marion Furtner          |
| Cagliostro                      | Ethan Freeman                      | Yngve Gasoy-Romdal                          |
| Axel de Fersen                  | Patrick Stanke                     | Patrick Stanke                              |
| Duc d'Orléans                   | Thomas Christ                      | Marc Clair                                  |
| Louis XVI                       | Tim Reichwein                      | Franck Winkels                              |
| Agnès Duchamp                   | Maike Switzer                      | Wietske van Tongeren                        |
| Beaumarchais                    | Udo Eickelmann                     | Benjamin Witthoff                           |
| Léonard                         | Oliver Heim                        | Jan Altenbockum                             |
| Rose Bertin                     | Sarah Schütz                       | /                                           |
| Jacques Hébert                  | Norbert Kohler                     | /                                           |
| Duchesse de Lamballe            | Susanna Panzner                    | Daniela Roemer                              |
| Madame de Polignac              | Sonja Tièschky                     | /                                           |
| Le joaillier Bœhmer             | Fernand Delosch                    | Julian Sylva                                |
| Docteur Joseph Ignace Guillotin | Danièle Nonnis                     | /                                           |
| Madame Juliette Lapin           | Bettina Meske                      | Anne Welte                                  |
| Cardinal de Rohan-Guéméné       | Hans Neblung                       | Sébastien Sohn                              |
| Maximilien de Robespierre       | Markus Maria Duellmann             | Michael Clauder                             |
| Jacques-René Hébert             | Norbert Kohler                     | /                                           |
| Turgot                          | Gerd Achille                       | /                                           |

### Média associé
- 2009 : CD Marie-Antoinette, album de la première distribution.

## Distributions
| Personnage           | 2014                                    | 2019                                                           | 2021                                                |
| -------------------- | --------------------------------------- | -------------------------------------------------------------- | --------------------------------------------------- |
| Marie-Antoinette     | Ock Joo-hyun / Kim So-hyun              | Kim So-hyun / Kim So-hyan                                      | Kim So-hyun / Kim So-hyan                           |
| Margrid Arnault      | Yoon Gong-ju / Cha Ji-yeon              | Jang Eun-ah / Kim Yeon-ji                                      | Kim Yeon-ji / Jeong-yu                              |
| Axel de Fersen       | Yun Hyeong-ryeol / Kai Jeon / Dong-seok | Son Jun-ho / Park Kang-hyun / Jeong Taek-woon / Hwang Min-hyun | Lee Doyoung / Changseop / Lee Seokhun / Min Woohyuk |
| Duc d'Orléans        | Min Youngki / Kim Joon-Hyun             | Min Youngki / Kim Joon Hyun                                    | Min Youngki / Kim Joon Hyun                         |
| Louis XVI            | Lee Hoonjin                             | Lee Hanmil                                                     | Lee Hanmil                                          |
| Duchesse de Lamballe | Lim Kanghee                             | Choi Jiyi                                                      | Park Hyemi                                          |

## Production hongroise

### Version 2016

#### Equipe technique
- Traducteur : Lőrinczy Attila
- Adaptation des dialogues et paroles : Müller Péter Sziámi
- Metteur en scène : Kerényi Miklós Gábor
- Scénographie : Khell Csörsz
- Costumes : Füzér Anni
- Lumières : Somfai Péter
- Chef d'orchestre : Makláry László
- Chorégraphie : Lőcsei Jenő
- Assistant metteur en scène : Pányik Tamás[7]

#### Distribution
| Budapesti Operettszínház | Budapesti Operettszínház                                |
| ------------------------ | ------------------------------------------------------- |
| Personnage               | Interprète(s)                                           |
| Marie-Antoinette         | Polyák Lilla / Vágó Bernadett                           |
| Margrid Arnault          | Gubik Petra / Vágó Zsuzsi                               |
| Axel de Fersen           | Gömöri András Máté / Horváth Dániel                     |
| Louis XVI                | Mészáros Árpád Zsolt / Magócs Ottó                      |
| Duc d'Orléans            | Szabó P. Szilveszter / Homonnay Zsolt / Szerényi László |
| Léonard                  | Bálint Ádám / Angler Balázs                             |
| Rose Bertin              | Peller Anna / Auksz Éva                                 |
| Jacques Hébert           | Kocsis Dénes / Veréb Tamás                              |
| Duchesse de Lamballe     | Kékkovács Mara / Siménfalvy Ágota                       |
| Madame de La Motte       | Kisfaludy Zsófia / Prescsák Zita                        |
| Le joaillier Bœhmer      | Csuha Lajos / Pálfalvy Attila                           |
| Louis-René de Rohan      | Ottlik Ádám / Jantyik Csaba                             |